# シキソー 警視庁第4機動捜査隊
『シキソー 警視庁第4機動捜査隊』（シキソー けいしちょうだいよんきどうそうさたい）は、神田晶による日本の漫画作品。スクウェア・エニックスのウェブコミック配信サイト『ガンガンONLINE』で2008年10月2日更新分から2010年8月26日更新分まで連載された。

## ストーリー
捜査一課強行犯捜査の殺人班に所属する刑事だった小笠原隼は、「捜一で一番丈夫で根性のある若い奴を寄越せ」との刑事部長・芦屋真之介の命により、第四機動捜査隊に異動する。
第四機動捜査隊は警視庁の警察官でもその詳細が一切解らない謎の部署であり、「死神の四機捜」と呼ばれ、殺人の可能性がある事件のみに臨場し捜査を行うが、配属された者はことごとく精神に異常をきたし、退職してしまう。
その実態は、主任・和泉涼成が霊視能力を生かし被害者の霊から直接被疑者を聞き出し捜査にあたるという、分駐所どころか本部もない、スカイラインの捜査車両だけが与えられた二人だけの機捜だった。
第1巻では官僚を父に持つ高校生による傷害致死を扱う社会性の濃厚な内容だが、回を追うごとに被害者の霊がある程度死を受け容れて明るく振舞うなどソフトなものに移行してゆき、最終話では小笠原と因縁のある人物の人生の転機が主に描かれ、事件内容と四機捜の捜査は従に回る形で完結している。

## 登場人物
和泉 涼成（いずみ りょうせい）
警視庁警部、第四機動捜査隊主任。小笠原以外隊員が居ない四機捜のリーダー。身長168cm。一般人からはホストにしか見えない派手目の恰好をしている。言動や行動も軽薄で頭が悪そうなものが多い上に体力関係が苦手で非力だが、犯人逮捕に対する熱意と警察官としての責任感は本物である。死亡被害者の霊に直接被疑者を聞き出すという特殊な捜査方法から、下に就いた警察官は多くが退職に追い込まれている。手を繋ぐ事で霊感の無い人間にも霊を認識させる事が可能。作中の描写では霊視能力以外の特技が無く、警察官としての基本能力が低めである事を感じさせる上に根気も無い。その為、霊から被疑者を聞き出せなかった事件は小笠原が入るまで放り投げて別の事件に行っていた。小笠原の入った後は彼の推理に便乗して彼の主導で捜査をするのが基本である。四機捜が設立する以前、普通の刑事だった頃は霊視能力が役に立たない事件でも地道に捜査していた。
小笠原 隼（おがさわら じゅん）
警視庁巡査、第四機動捜査隊員。前所属は捜査一課殺人班。身長188cm。和泉からの呼び名は「ジュンサー」であり、一課の先輩からは「オガ」と呼ばれている。真面目一辺倒の堅物で、空手をはじめとした武道にも長けている。頭も良く推理力や判断力も高い。度胸もあり、必要と感じた事は相手が目上や被害者の霊でも臆さずに発言するタイプである。その為、上司や先輩にも期待されていた。和泉の捜査方法は「被害者本人に聴くのだから正確で頼りになる捜査方法」と理解し早々に受け入れた。和泉と対照的に警察官に必要な能力が極めて高い。警察官である事に強い誇りを持っている。基本的に彼の目線で物語が進行する本作の語り部である。
芦屋 真之介（あしや しんのすけ）
階級は不明、警視庁刑事部長。和泉は甥であり、四機捜は和泉の霊視能力を生かすために設置した隊である。
大木　桜子（おおき さくらこ）
警視庁巡査長、鑑識課員（詳細な所属は不明）。有能な鑑識員だが気性が荒い。だが、人情味溢れる人柄の持ち主でもある。和泉からは「ラコちゃん」と呼ばれて気に入られているが、当人は鬱陶しがっている。和泉の小さなプライドから彼が芦屋部長の甥である事を知らない。
海堂 藍江（かいどう あいこう）
警視庁巡査部長、交通機動隊員（詳細な所属は不明）。和泉とは同期で、四機捜の捜査方法を知っており、理解を示す数少ない人物。和泉からの呼び名は「アイコー」。和泉曰く「白バイバカ」で、愛用の白バイホンダ・VFR800Pには「白蓮（びゃくれん）」と名付け溺愛している。188cmの小笠原よりも背が高く筋肉質で頑強な肉体の持ち主である。白バイの運転で鍛えられた腕力はプロレスラーを一撃で倒す程のパンチを繰り出す事が可能である。
市原　剛(いちはら　つよし)
「女子大生変死事件」編に登場。文科省事務次官。自身の保身の為、息子「市原均」とその友人「秋本聡」の起こした傷害致死事件を所轄の刑事「安西」に圧力をかけて自殺として処理させようとした。小笠原の空手道場での先輩でもある。息子達を確保した小笠原に地位と今までの付き合いを笠に息子達の解放を迫ったが、和泉の後押しで彼に拒否される。最後は小笠原を逆恨みし、その感情を籠めた言葉をぶつけて退場した。その後、更迭された。
市原　均（いちはら　ひとし）
「女子大生変死事件」編に登場。白河学院に在籍する3年生。文武両道で空手でインターハイに行った。父親似で厚顔無恥な性格の持ち主。ストレスを発散させる目的に通りすがりの女子大生「山本しおり」を友人の「秋元聡」と一緒に襲い、力の加減が解らずに殺害してしまった。その罪から逃れる為に彼女の自殺を偽装、スキャンダルを恐れる父親を利用して事件を葬り去ろうとした。
秋本　聡（あきもと　さとし）
「女子大生変死事件」編に登場。白河学院に在籍する3年生。全国模試で常に10番以内に入る成績優秀な生徒。和泉の霊視能力で自分達が殺した山本しおりの霊を目撃、彼女に詰め寄られた事で犯行を自供する。
山本　しおり(やまもと)
「女子大生変死事件」編に登場。白河学院大学院医学科一年生。20歳。自宅で変死体で発見された女子大生。自分を殺害した犯人達が逮捕されたのを見届けて成仏した。
小川警部補(おがわ)
「交通機動隊員轢き逃げ事件」編に登場。海堂の先輩で違反者に轢き逃げされて死亡した被害者。死の間際に自分を轢いた車両のナンバーを覚えようとする強い責任感の持ち主。
翔(しょう)
「交通機動隊員轢き逃げ事件」編に登場。友人から借りた車を運転中に飲酒した上にスピード違反及び免許不携帯で小川警部補に捕まり、逃げる目的で彼を轢き殺す。
大林　知子(おおばやし　ともこ)
「虹ヶ丘母子殺人事件」編に登場。36歳の主婦。自宅の台所で刺殺された被害者。テニススクールに通い、スーパーで週三回パートをしている。近所では明るい性格で評判のいい人物だが、パート先の店長とテニススクールのコーチといった二人の男性と不倫をしていた。自身の不貞が原因で子供達を巻き添えにしてしまった事を彼らに知られたくない気持ちから黙秘していた。事件が解決後、小笠原の説教を受け、子供達に謝りながら成仏した。
大林　俊(おおばやし　しゅん)
「虹ヶ丘母子殺人事件」編に登場。16歳の少年。自室で刺殺された被害者で致命傷を負いながらも妹の身を案じて彼女の部屋に向かい、其処で力尽きる。その最期は桜子に強い義憤を感じさせる。ノリは軽いが、妹想いで優しい性格の持ち主である。
大林　華(おおばやし　はな)
「虹ヶ丘母子殺人事件」編に登場。9歳の少女。自室で刺殺された被害者。
佐藤　俊夫(さとう　としお)
「虹ヶ丘母子殺人事件」編に登場。知子が通うテニススクールのコーチで彼女の担当をしている。妻子持ちだが、知子の不倫相手の一人である。知子と彼女の子供達を殺害した犯人である。不倫相手でだけでなく、罪の無い子供を二人も包丁で滅多刺しにして殺害した極悪人。三人を殺害した際に女装していた。
高嶋　健(たかしま　けん)
「警察官連続殺傷事件」編に登場。地域課に勤務する巡査で登場時点で故人。体格の良い警察官に戦いを挑んで勝った証として警察手帳を奪っていくという連続傷害事件の被害者で打ち所が悪く死んでしまった人物。謎の覆面レスラー「グレートウルフス」のファンであり、彼の姿をした犯人の申し出を喜んで受けた結果、犯人の「ウルフ・スープレックス」で死亡してしまった。自身の死を憧れの「グレートウルフス」と戦っての結果として前向きに受け入れており、死後も「グレートウルフス」との闘いを求めていた。その警察官として自覚の無さから、結果的に「グレートウルフス」の名を貶めたという小笠原の説教で我に返り、第四機動捜査隊に協力して一緒に捜査をする。柔道五段で大学時代はプロレス同好会だった。犯人が海堂に叩きのめされて逮捕されたのを見届けて成仏した。「グレートウルフス」のファンとして彼の覆面の下を見るのを拒んだ為、最後まで犯人が「グレートウルフス」本人では無い事を知らなかった。
グレートウルフス
「警察官連続殺傷事件」編に登場。特定の団体に所属しない謎の覆面レスラーとして活躍するプロレスラー。その名の通りに狼を模したマスクを被っている。体格の良い警察官に戦いを挑んで勝った証として警察手帳を奪っていくという連続傷害及び殺人事件の容疑者として浮かんだ人物。大技を出す時に雄叫びを上げるのが特徴。作中の犯人は「グレートウルフス」から技を学んだ彼の息子である。父親から技を受け継いだが、実力を認めて貰えずに上記の犯行を思い付いた。
児玉　雅之(こだま　まさゆき)
「女性連続強盗殺人事件」編に登場。求職中の青年。母子家庭。空手大会で小笠原に対して調子に乗って反則の顔面攻撃をした後、警察官に対する侮辱の言葉を吐いて挑発した事が原因で、彼を逆上させてしまい、顔面を殴打されて片目に傷を負わされてしまった。その結果、顔に傷跡が残った事で彼女に逃げられた上に決まっていた就職も流れてしまった。そのため、小笠原を自身の非を棚に上げて恨んでおり、仕返しを目論んでいる。しかし、最終的には小笠原、和泉の協力もあって警察官となることができ、同時に、偶然とは言え犯罪者から助けた女性と付き合うことになった。
上記の顔面殴打に関しては社会的には警察官である小笠原に責任が強いが、自身の非を一切認めていない事と読者に対する程度の低い言い訳から基本的に幼稚で軽薄な性格である事が察する事が出来る。警察官になっても仕事よりも恋人を優先してサボりがちである。

## 単行本
- 神田晶 『シキソー 警視庁第4機動捜査隊』 スクウェア・エニックス〈ガンガンコミックスONLINE〉、全3巻
  1. 2009年7月22日発売、ISBN 978-4-7575-2617-4
  2. 2010年2月22日発売、ISBN 978-4-7575-2801-7
  3. 2010年11月22日発売、ISBN 978-4-7575-3060-7